# Teoctisto

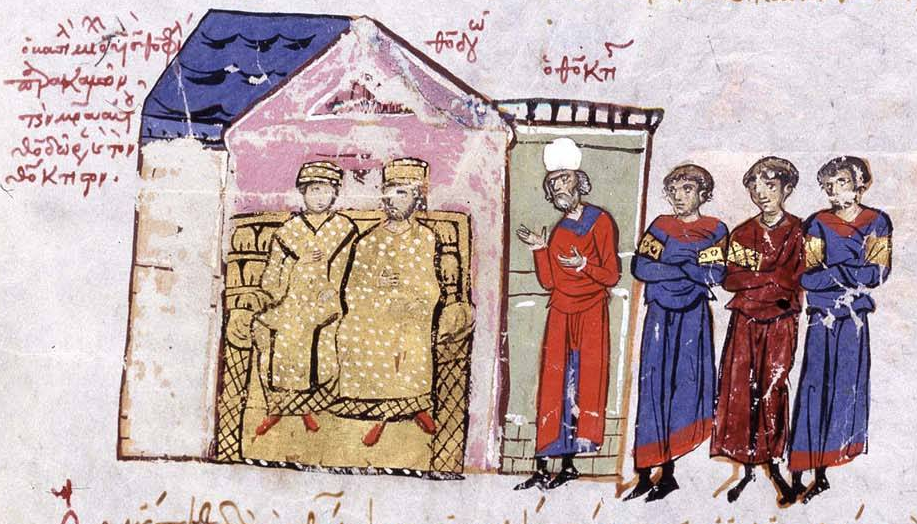
Miguel III con Teodora y Teoctisto (con gorra blanca). Obra del Madrid Skylitzes.

Teoctisto (en griego: Θεόκτιστος; fallecido el 20 de noviembre de 855) fue un influyente funcionario bizantino durante los reinados de Miguel II y su hijo Teófilo, y el líder de la regencia del menor Miguel III desde 842 hasta su despido y asesinato en 855. Es conocido por su competencia administrativa y política, para poner fin a la iconoclasia, y por ayudar al renacimiento en la educación dentro del imperio.

## Primeros años
Se desconocen los primeros años de Teoctisto. Es llamado eunuco en las fuentes, aunque una referencia de que tuvo una hija ha arrojado algunas dudas sobre esto. Para 820 ocupó una posición no especificada en la corte del emperador León V el Armenio (813-822), posiblemente como un miembro de la guardia imperial. Teoctisto desempeñó un papel importante en la trama para asesinar a León, y fue recompensado por el nuevo emperador, Miguel II el Amoriano (822-829), con el rango de patricio, y el puesto confidencial de cartulario de la canícula («secretario del tintero»). Bajo el hijo y sucesor de Miguel, Teófilo (829-842), obviamente siguió siendo un asesor de confianza cuando lo ascendió al rango de magistro, y fue nombrado logoteta del dromo, asumiendo así las funciones de ministro de relaciones exteriores del imperio. Teófilo también le designó como miembro del consejo de regencia para su hijo menor, Miguel III poco antes de su muerte en enero de 842.

## Regencia
Después de la muerte de Teófilo, la regencia estaba formada por la emperatriz viuda, Teodora, Teoctisto, el magistro Manuel el Armenio. Los hermanos de Teodora, Bardas y Petronas y su pariente Sergio Nicetiata también desempeñaron un papel importante en los primeros días de la regencia.
La regencia se dedicó rápidamente a poner fin a la iconoclasia bizantina, que había asolado la vida religiosa y política bizantina durante más de un siglo. A principios de 843, una asamblea de funcionarios y clérigos seleccionados se reunió en la casa de Teoctisto, repudiando la iconoclasia y reafirmando las decisiones del Concilio de Nicea en 787, y deponiendo al patriarca pro-iconoclasta Juan el Gramático y eligiendo a Metodio I, que había sido encarcelado por Teófilo por sus creencias iconódulas. Este evento se conmemora hasta el día de hoy como el «Triunfo de la Ortodoxia». Teoctisto desempeñó un papel importante en estos eventos, y se le atribuye en casi todas las fuentes como una fuerza impulsora detrás de la restauración de los iconos.
Una semana después de eso, Teoctisto y Sergio Nicetiata fueron enviados en una campaña para recuperar Creta, que había sido conquistada en los años 820 por exiliados andalusíes. La expedición al principio fue bien, ya que el ejército bizantino desembarcó y tomó el control sobre la mayor parte de la isla, confinando a los andalusíes a su capital, Chandax. En esta coyuntura, Teoctisto oyó el rumor de que en su ausencia, Teodora intentaba ascender a su hermano Bardas al trono imperial. Rápidamente dejó el ejército bajo Nicetiata y regresó a Constantinopla, únicamente para encontrar rumores falsos. Una vez en Constantinopla, llegó la noticia de la invasión de Asia Menor por Umar al-Aqta, emir de Melitene. Teoctisto fue enviado al frente de un ejército para enfrentarle, pero la resultante batalla de Mauropótamo terminó en una derrota bizantina. Al mismo tiempo, el cuerpo expedicionario dejado en Creta fue derrotado y casi aniquilado por los andalusíes, quienes mataron a Nicetiata. A pesar de su implicación personal en estos desastres militares, Teoctisto fue capaz de utilizarlos para dejar de lado a sus competidores: Bardas fue culpado por las deserciones que plagaron a los bizantinos en Mauropotamos y fue exiliado de Constantinopla, mientras que el magistro Manuel fue calumniado y obligados a retirarse. Con Nicetiata muerto, Teoctisto era el líder indiscutible de la regencia, una posición descrita en las fuentes como «paradinastevo de la Augusta».
Teoctisto continúo la persecución de los paulicianos, que había sido iniciada por Teodora en 843. Muchos fueron reubicados en Tracia, mientras que otros se refugiaron en el territorio árabe, donde con la ayuda de Umar al-Aqta establecieron un estado propio en Tefrique bajo su líder Carbeas. Sin embargo, cuando Umar lanzó otra incursión en 845, fue derrotado por el estratego de Capadocia y Teoctisto concluyó una tregua con el Califato abasí y organizó un intercambio de prisioneros. Con la frontera búlgara en calma excepto por un breve enfrentamiento que llevó a la renovación de un tratado de paz de treinta años en 815, Bizancio permaneció en paz durante los siguientes años. Un intento de hacer retroceder la conquista musulmana de Sicilia fracasó en 848, pero no fue hasta 851 cuando las incursiones anuales se reanudaron en Oriente bajo el nuevo emir de Tarso, Ali al-Armani. Los bizantinos respondieron con una expedición naval en 853 que saqueó el puerto de Damieta, en Egipto, mientras que al año vino un ejército bizantino que invadió las tierras árabes en Cilicia y saqueó Anazarba. Unos veinte mil prisioneros fueron tomados, algunos de los cuales fueron ejecutados por órdenes de Teoctisto después que se negaron a convertirse al cristianismo, probablemente como un gesto de represalia por la ejecución del califato a los sobrevivientes bizantinos del saqueo árabe de Amorío unos años antes.
Únicamente una evidencia fragmentaria sobrevive en relación con las políticas domésticas de Teoctisto. Claramente, «continuó las sólidas políticas fiscales de Teófilo» (P. A. Hollingsworth), lo que llevó a la acumulación de considerables reservas monetarias en el tesoro imperial, a la cantidad de 19.000 libras de oro y 30.000 libras de plata en 856. También promovió la carrera de Constantino (Cirilo), a quien conoció alrededor de 842, ayudándole a adquirir una buena educación y después encontrándole un puesto como cartofilax en la biblioteca patriarcal, después que Constantino rechazase una oferta de convertirse en un estratego provincial. El patrocinio de Teoctisto en hombres como Constantino y León el Matemático contribuyó al renacimiento del aprendizaje secular en Bizancio. Teoctisto también se dedicó a la actividad constructiva, erigiendo nuevas estructuras en el Apsis cerca del Gran Palacio de Constantinopla, instalando una nueva puerta de hierro en la puerta de Calce, así como el patrocinio de edificios no especificados en los suburbios tracios de Constantinopla, particularmente Selimbria.

## Caída y muerte
En 855, Miguel III cumplió quince años y por lo tanto fue nominalmente mayor de edad. Su madre y Teoctisto subestimaron el deseo del joven emperador de liberarse de su custodia, y antagonizaron todavía más cuando ellos organizaron un desfile de novias y seleccionaron a Eudoxia Decapolitissa como su novia, sin tener en cuenta el apego de Miguel por su amante, Eudoxia Ingerina. El hermano de Teodora, Bardas, fue capaz de utilizar el resentimiento de Miguel por la manera prepotente en que era tratado y comenzó a volverse en contra de la regencia. Con el respaldo de Miguel, Bardas pudo regresar a la capital, y el 20 de noviembre de 855, Teoctisto fue asesinado. Teodora se vio obligada a retirarse a un monasterio unos meses después, con lo que la regencia oficialmente finalizó.